# Clathroconium arachnicola
Clathroconium arachnicola är en svampart som beskrevs av Samson & H.C. Evans 1982. Clathroconium arachnicola ingår i släktet Clathroconium, divisionen sporsäcksvampar och riket svampar.   Inga underarter finns listade i Catalogue of Life.